# Hitman: Agente 47
Hitman: Agent 47 (bra/prt: Hitman: Agente 47) é um filme germano-britano-estadunidense de 2015, dos gêneros ação e espionagem, realizado por Aleksander Bach, com roteiro de Michael Finch, Kyle Ward e Skip Woods baseado na personagem fictícia Agent 47, da série de videojogos Hitman.
O filme é protagonizado por Rupert Friend, Zachary Quinto, Hannah Ware e Thomas Kretschmann.

## Sinopse
A história centra-se no Agent 47, um assassino de elite que foi alterado geneticamente desde a sua concepção, para ser a máquina de matar perfeita. O Agente 47 é a culminação de décadas de pesquisas e de estudos – e quarenta e seis clones depois - dando-lhe uma força, velocidade, resistência e inteligência sem precedentes. O seu último alvo é uma megacorporação que planeja desvendar todos os segredos do passado do Agent 47, para assim criar um exercito de assassinos cujas habilidades podem mesmo ultrapassar as suas. Ao fazer equipa com uma mulher, que poderá ter o segredo de como parar os seus inimigos, 47 confronta-se com revelações sobre as suas origens ao mesmo tempo que se prepara para ter uma batalha com o seu maior inimigo.

## Elenco
- Rupert Friend – Agent 47
- Hannah Ware – Katia van Dees
- Zachary Quinto – John Smith
- Ciarán Hinds – Peter Aaron Litvenko
- Thomas Kretschmann – Le Clerq
- Angelababy – Diana
- Rolf Kanies – Dr. Albert Delriego
- Dan Bakkedahl – Sanders
- Jürgen Prochnow – Tobias
- Sebastian Hülk–  Garad

## Produção
A 5 de fevereiro de 2013, foi revelado que a 20th Century Fox estava produzindo um reboot de Hitman com o titulo Agent 47 baseado no personagem Agente 47. Skip Woods escreveu o roteiro com Mike Finch e o realizador de publicidade Aleksander Bach dirigiu o filme, sendo o primeiro de sua carreira.

### Seleção de elenco
A 5 de fevereiro de 2013, Paul Walker foi o escolhido para o papel de 47, mas no entanto morreu em um acidente automobilístico em 30 de novembro de 2013. Em janeiro de 2014, Rupert Friend estava em negociações para substituir Walker. No mesmo período, confirmou-se que Zachary Quinto faria um papel secundário no filme. Em fevereiro Hannah Ware também se juntou ao elenco para ter o papel principal feminino. Em março, Thomas Kretschmann, Dan Bakkedahl, e Ciarán Hinds foram confirmados no elenco.

### Filmagens
As filmagens eram originalmente para ocorrer em Berlim e Singapura durante 2013, adiadas para março de 2014. A fotografia começou um mês antes; foi lançada uma imagem de um cenário de filmagens europeu.

## Marketing
Duas imagens do filme foram reveladas no San Diego Comic-Con International em 25 de julho de 2014. O primeiro trailer oficial foi lançado on-line em 11 de fevereiro de 2015.